# 一湊政五郎
一湊 政五郎（いちみなと まさごろう、1890年8月1日 - 1945年12月14日）は、秋田県北秋田郡森吉町出身で出羽海部屋に所属した力士。本名は久住 政五郎。174cm、92kg。最高位は西前頭4枚目。

## 経歴
1909年1月初土俵、1916年1月十両昇進。1917年1月入幕し、1921年1月廃業した。その後は郷里で接骨医をした。

## 成績
- 幕内7場所26勝32敗12休

## 改名
一湊→荒瀬川→一湊